# Núria Balada i Cardona
Núria Balada i Cardona   (Barcelona, 1978) és una advocada i política catalana. Va ser presidenta de l'Institut Català de les Dones entre el 2017 i el 2019.
És llicenciada en Dret per la Universitat Pompeu Fabra i té un màster en Alta Funció Directiva per l'Escola d'Administració Pública de Catalunya. Des del 2005, és membre de l'Il·lustre Col·legi de l'Advocacia de Barcelona. Especialitzada en dret societari, va exercir professionalment d'advocada fins al 2011, quan va esdevenir directora executiva de l'Institut Català de les Dones i de vicepresidenta del Consell Nacional de Dones de Catalunya. El 12 de juny del 2017, arran de la destitució de Teresa Pitarch, va ser elegida la presidenta de l'organisme. Finalment, se'n va desvincular el 3 de setembre del 2019. Poc després, va ser nomenada adjunta al gabinet de Meritxell Budó. Aleshores presidia el Consell Nacional de les Dones de Catalunya.
Algunes de les seves actuacions més destacables són l'impuls del Pla de Polítiques de Dones del Govern de Catalunya 2012-2015 i el Programa d’intervenció integral contra la violència masclista 2012-2015. A més, ha col·laborat en tant que jurista en l'elaboració el Pla de Polítiques de Dones del Govern de la Generalitat 2008-2011 en la Llei d’igualtat efectiva de dones i homes del 2015.
Marcadament independentista, va militar a la Joventut Nacionalista de Catalunya del 2006 al 2011. Del 2016 al 2020, va formar part del Partit Demòcrata Europeu Català i va presidir la divisió de Gràcia, però després va abandonar la formació per Junts per Catalunya. Va deixar el càrrec a Carme Lleó, que també era la portaveu del districte. Anteriorment, també ha pertangut a Convergència Democràtica de Catalunya.